# کیتین

ساختار مولکولی کیتین

کیتین (به انگلیسی: Chitin) پلیمر بلندی از n-استیل گلوکزامین، مشتقی از گلوکز است و در جانداران متنوعی یافت می‌شود. این ماده سازندهٔ اصلی دیوارهٔ سلولی قارچ‌ها، اسکلت خارجی بندپایانی چون خرچنگ‌ها و حشرات، رادولای نرمتنان و منقار سر پایان، از جمله ماهی مرکب و هشت‌پا است. کیتین همچنین دارای خواص درمانی اثبات شده و کاربردهای صنعتی است. کیتین ممکن است با پلی‌ساکارید سلولز و با پروتئین کراتین مقایسه شود. با اینکه کراتین یک پروتئین است اما کراتین و کیتین دارای کاربردهای ساختاری مشابهی هستند.

## خواص فیزیکی و شیمیایی و عمل زیستی
کیتین پلی ساکارید تغییر یافته‌ای است که نیتروژن دارد؛ و از واحدهای استیل گلوکز امین (به‌طور درست‌تر، ۱-(استیل امینو)-۲-دئوکسی گلوکز) ساخته شده است. این واحدها دارای اتصال بتا-۱٬۴ (مشابه اتصال بین زیرواحدهای گلوکز در سلولز) می‌باشند. در نتیجه کیتین می‌تواند به عنوان سلولزی که یک گروه هیدروکسیل در هر مونومرش با یک گروه استیل امین جایگزین شده است، توصیف شود. این موضوع موجب افزایش پیوندهای هیدروژنی بین مولکول‌های درگیر در پیوند می‌شود که خودعاملی در افزایش مقاومت غشاهای کیتینی است.